# Sofia Jozeffi
Sofia Jozeffi (en ruso: София Жозеффи; born София Львовна Липкина) fue una actriz soviética. Apareció en 10 películas entre 1923 y 1934.

## Filmografía
- 1923 — Red Devils
- 1923 — Legenda o Devichyey Bashne